# Niederdruckflüssigkeitschromatographie
Die Niederdruckflüssigkeitschromatographie (englisch Low Pressure Liquid Chromatography, abgekürzt LPLC) ist ein Verfahren der Flüssigchromatographie und der Säulenchromatographie. Es zeichnet sich durch niedrige Drücke bis circa 5 bar aus. 

## Manuelle Niederdruckflüssigkeitschromatographie
Bei der manuellen Niederdruckflüssigkeitschromatographie wird der hydrostatische Druck des aufzutrennenden Stoffgemischs und des anschließend nachgefüllten Lösungsmittels genutzt, um die mobile Phase durch die Säule zu treiben. Der hydrostatische Druck kann hierbei bis zu 2 Meter Wassersäule betragen. Alternativ kann auch eine Pumpe, zum Beispiel eine Schlauchpumpe, verwendet werden.

## Automatisierte Niederdruckflüssigkeitschromatographie

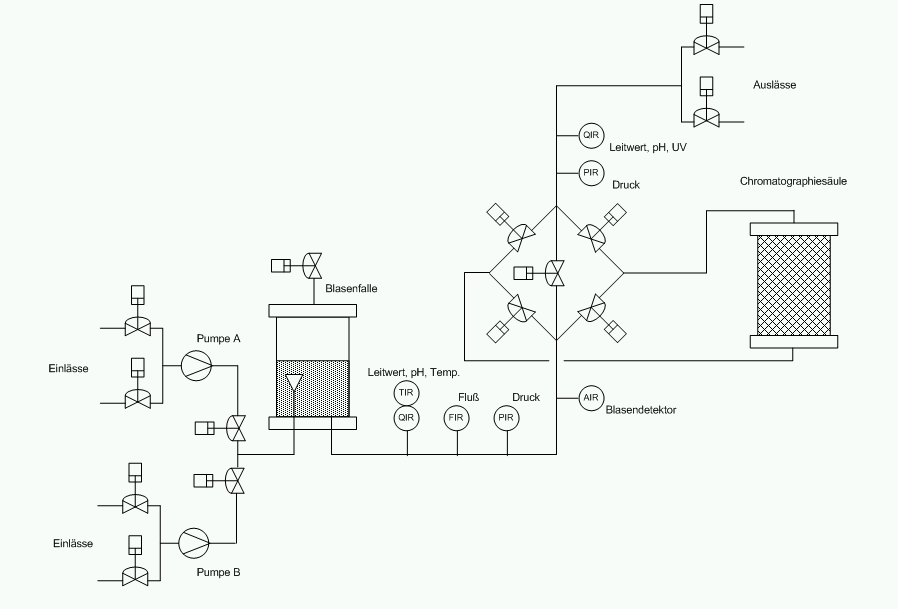
Schematische Darstellung eines automatisierten Systems zur Niederdruck-Chromatographie

Automatisierte Niederdrucksysteme werden zum Beispiel für die chromatographische Auftrennung von flüssigen Stoffgemischen in der pharmazeutischen, chemischen oder Lebensmittelindustrie verwendet. Die Systeme verfügen in der Regel über automatisch gesteuerte Einlassgruppen, eine oder mehrere Pumpe(n), eine Blasenfalle, Mess-, Steuerungs- und Regelungstechnik, ein Umschaltventil zur Steuerung der Flussrichtung in der Chromatographiesäule und eine automatisch gesteuerte Auslassgruppe. 
Bei Verwendung mehrerer Pumpen sind das Fahren von  Gradienten oder die kontinuierliche Verdünnung von konzentrierten Puffern möglich. 
Mittels der im Flusspfad integrierten Sensoren und der gesteuerten Auslassgruppe können verschiedene Fraktionen getrennt aufgefangen werden.
Für die automatisierte Niederdruckflüssigkeitschromatographie sind kommerziell erhältliche Gerätesysteme und Säulen auf dem Markt. Die Größenordnung reicht hierbei von Laborsystemen mit Säulenvolumina von wenigen Millilitern (mL) und Flussraten von wenigen Millilitern pro Minute (mL/min) bis hin zu industriellen System mit Flussraten im Bereich mehrerer Kubikmeter pro Stunde (m3/h) und Säulendurchmesser bis zu mehreren Metern.
Hersteller von kommerziellen Systemen sind zum Beispiel die Firmen Pall, GE Healthcare oder Merck Millipore.